# 联合国世界信息峰会大奖
联合国世界信息峰会大奖（英語：United Nations World Summit Awards, UNWSA），是2003年起由联合国信息社會全球峰會举办的国际性大奖，是联合国工业发展组织以及联合国全球咨询和通讯技术发展联盟携手执行，国际上唯一由联合国组织专门针对数字内容的大奖，是全球互联网领域的最高奖项。

## 具体信息
这项大赛面向全球进行项目征集，任何符合大赛参与标准的网站，企业，资讯项目或个人均可报名参加。整个比赛就8个组别分别进行竞选，包括：
- 电子政府与机构组：要求能够服务于公民、政府机构以及公共服务部门，能够有效提升政府和公共服务部门的信息交流和沟通的质量和效率，以及强化公民在信息社会决策中的参与
- 电子健康与环境组：要求能沟通多方合作，能使用ICT等来发展以消费者为中心的健康管理模式，以及能够通过网络技术对健康问题及健康体系进行管理
- 电子学习与教育组：要求能满足在这个复杂的全球化社会中获取知识和技能的要求，并且能够通过交互式、个性化以及远程学习等方式影响学校（包括大学及其它教育机构），以创造积极的电子学习社区、目标模式及解决方案给公司培训为目标的
- 电子娱乐与游戏组：要求符合能提供数字娱乐的产品和服务，以及能利用全世界语言及文化的多样性来娱乐用户，必须支持用户由单向娱乐转化为双向沟通，而且支持多媒体的运用及互动娱乐，真实实现模拟平台和数字平台之间的相互作用
- 电子文化与传统遗产组：要求能在继承和发扬文化遗产，也具有挑战未来的潜力，并且能够使用先进的科技来丰富、体现有价值的文化资产
- 电子科学与科技组：要求在推动科学关键领域的全球性合作和以后的基础设施建设的同时，能为促进和展示科学进程提供方式方法以及利用使用新的媒介展现科技成果
- 电子商务与贸易组：要求属于优化电子商务的成品，能在电子商务、B2B、B2C、网络安全等领域创新商业模式
- 电子共融与参与组：要求能够支持与加快发达国家以外的国家的信息化进程，有效缩小国与国之间的科技差距，或者通过多媒体的运用缩窄数码科技及资讯的距离

各赛区提名专家评审团将负责提名8个最佳电子内容及最有创意的网站或信息项目参赛。世界信息峰会大奖专家评审团将会从获得提名的8个组别中评选出的最后5强为最后获奖的40个全球最佳电子内容网站或资讯网站。

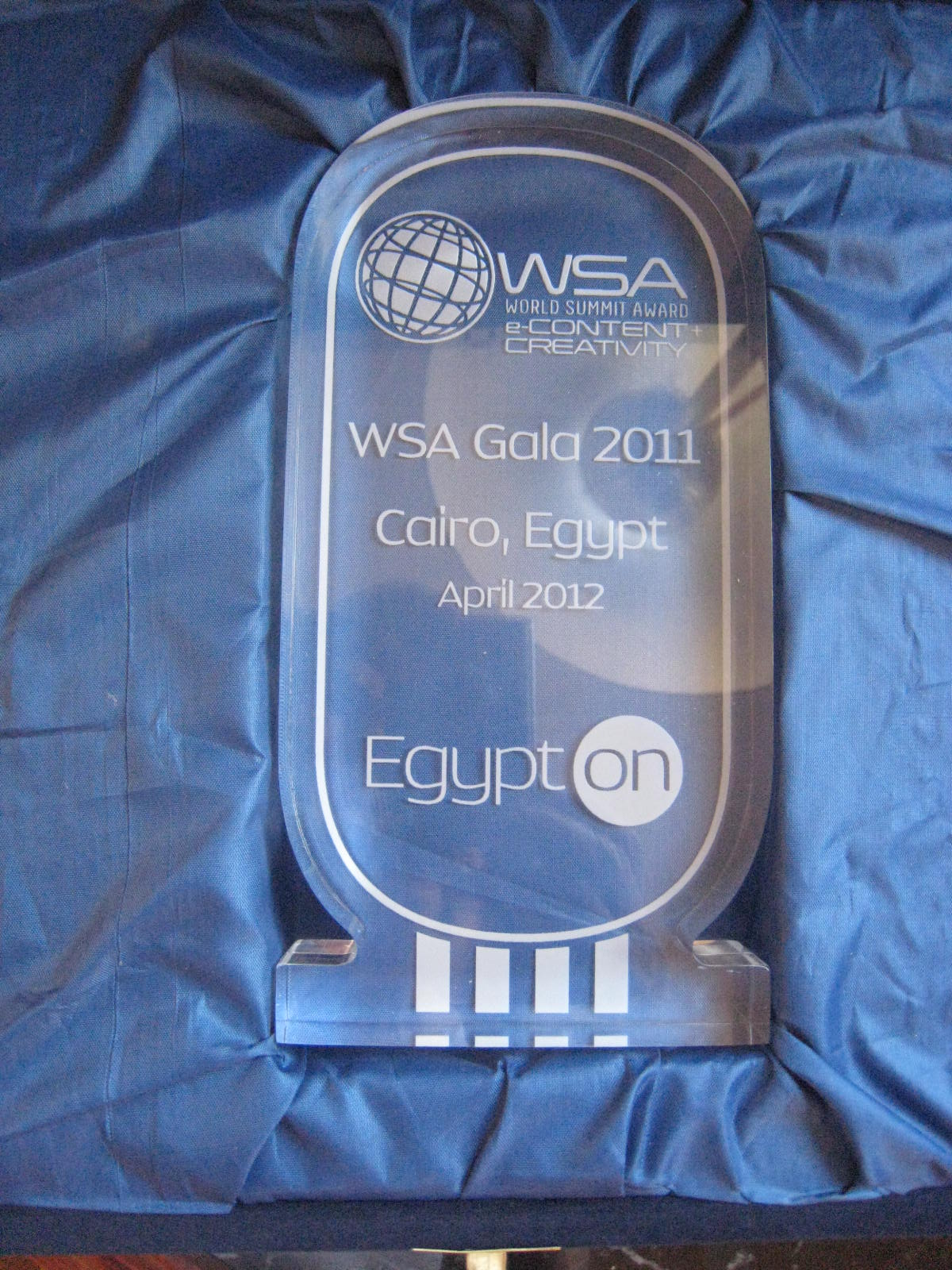